# Zooplancton

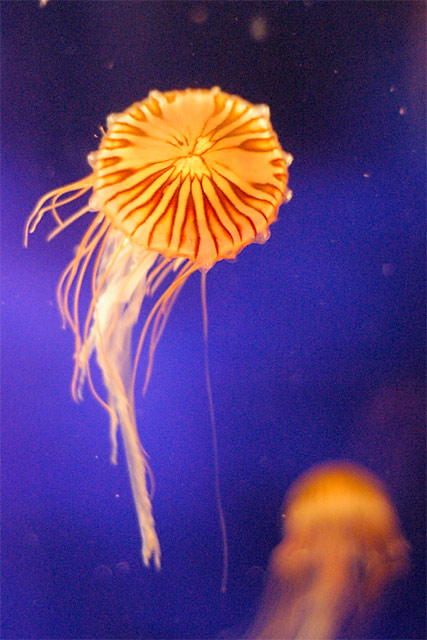
La medusa è uno degli organismi del megaplancton

Lo zooplancton è una delle tre tipologie di plancton, con il fitoplancton e il bacterioplancton.
È composto da organismi animali non autonomi nel movimento su larga scala, ma che si lasciano trasportare dalla corrente. Lo zooplancton si divide in tre fasce a seconda della grandezza degli individui:
- mesozooplancton (es: crostacei)
- macrozooplancton (es: chetognati, salpe)
- megaplancton (es: meduse).

Un'altra categorizzazione dello zooplancton è basata sul ciclo vitale degli organismi:
- oloplancton quando tutto il ciclo viene compiuto nel plancton (es: molti copepodi)
- meroplancton quando solo uno stadio, di solito larvale (stadio di dispersione) è planctonico mentre l'adulto ha abitudini bentoniche o nectoniche (es: quasi tutti gli organismi marini hanno uno stadio  planctonico)

## Gruppi tassonomici
Lo zooplancton comprende rappresentanti di moltissimi gruppi, di seguito un parziale elenco delle forme dell'oloplancton:
- celenterati: quasi tutti gli idrozoi e tutti gli scifozoi, i sifonofori ed i cubozoi hanno uno stadio medusoide planctonico
- chetognati
- crostacei soprattutto copepodi e cladoceri ma anche
- tunicati, le classi dei taliacei e le appendicolarie
- ctenofori
- alcuni molluschi gasteropodi

Il meroplacton è invece composto dalle larve di:
- pesci
- echinodermi
- spugne
- briozoi
- celenterati
- molluschi
- anellidi
- crostacei

e quasi tutti gli altri gruppi.

## Ruolo nelle catene alimentari
Tra lo zooplancton sono presenti sia elementi erbivori (ovvero che si cibano di fitoplancton) che predatori. A loro volta i predatori potranno essere preda di altri predatori più grandi in una serie continua che parte dal piccolo copepode ed arriva al gigantesco capodoglio. Il plancton e quindi anche lo zooplancton è alla base di tutte le catene alimentari marine e forniscono alimento a specie di rilevante interesse economico (sardine, acciughe ed aringhe, per esempio, sono planctofaghe), nonché ai più grandi animali marini come balene, lo squalo balena e lo squalo elefante